# Sint-Donatuskapel (Dorne)

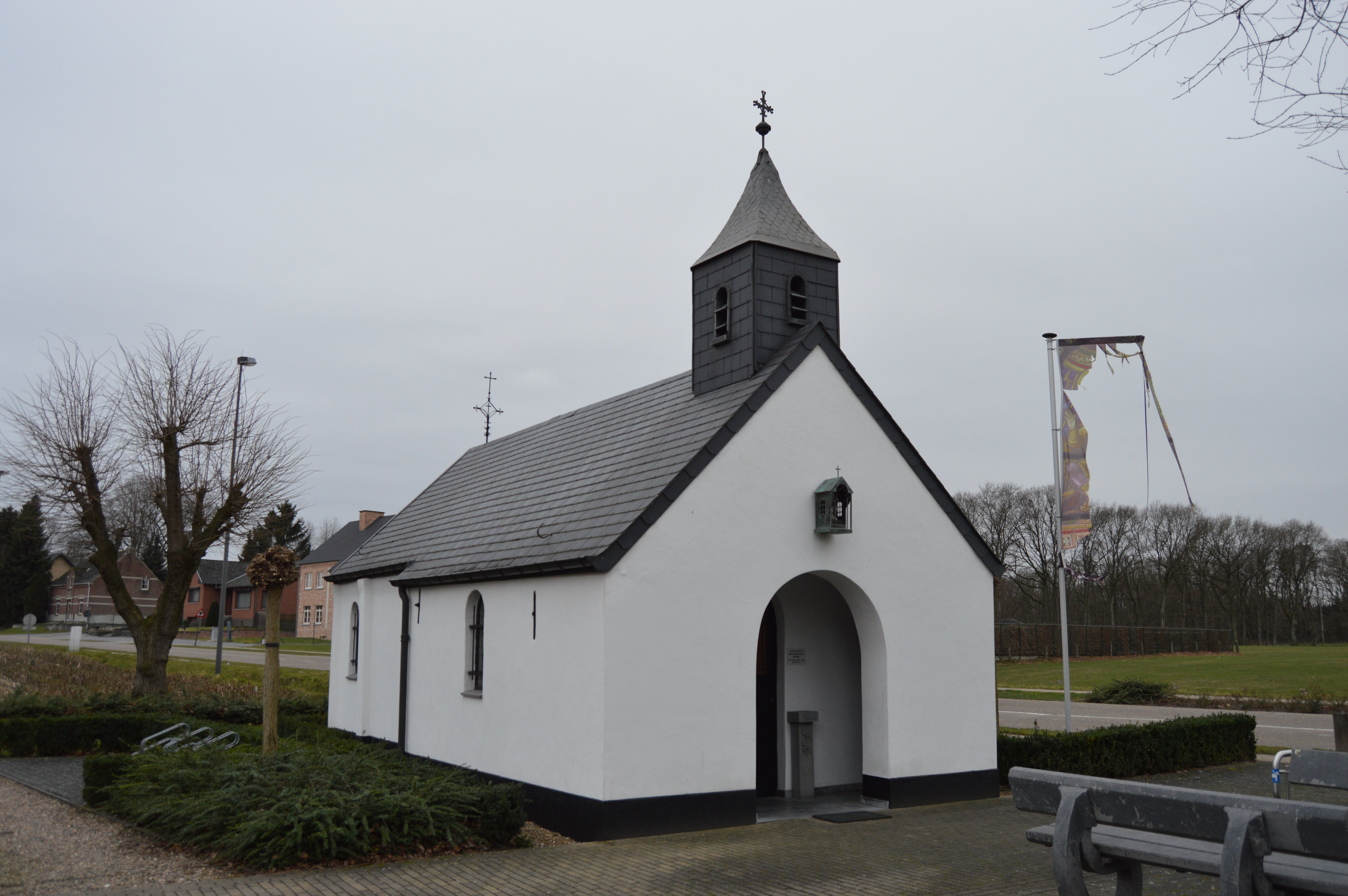
Sint-Donatuskapel

De Sint-Donatuskapel is een kapel in de bij het Belgisch-Limburgse Opoeteren gelegen plaats Dorne,  tussen de Nielerstraat en de Weg naar As. De kapel is toegewijd aan Donatus.

## Geschiedenis
Deze kapel was het oorspronkelijke bedehuis van Dorne. Mogelijk stammen het huidige koor en de twee aansluitende traveeën uit de 17e eeuw. Einde 19e eeuw werd de westelijke, bredere travee bijgebouwd. Begin 21e eeuw werd de kapel gerestaureerd.

## Gebouw
Het betreft een eenbeukig zaalkerkje met driezijdige koorafsluiting, gedekt door een met leien gedekt zadeldak en een eveneens geheel met leien bedekte dakruiter.